# Comuna Kobzarți, Snihurivka
Kobzarți (în ucraineană Кобзарці) este o comună în raionul Snihurivka, regiunea Mîkolaiiv, Ucraina, formată din satele Kobzarți (reședința) și Novopavlivske.

## Demografie
Componența lingvistică a comunei Kobzarți
     Ucraineană (92,91%)
     Rusă (3,72%)
     Română (2,18%)
     Alte limbi (0,28%)
Conform recensământului din 2001, majoritatea populației comunei Kobzarți era vorbitoare de ucraineană (92,91%), existând în minoritate și vorbitori de rusă (3,72%) și română (2,18%).